# Station Neckarbischofsheim Nord
Station Neckarbischofsheim Nord is een spoorwegstation in de Duitse plaats Kraichgau bij Neckarbischofsheim.   